# Sfaciolate Mixtape
Sfaciolate Mixtape (reso graficamente sFaCioLaTe miXTaPe) è un mixtape del rapper e produttore italiano Thasup, pubblicato il 26 luglio 2024 sotto lo pseudonimo di Yungest Moonstar da Epic e Arista e soltanto successivamente come Thasup.

## Descrizione
Il titolo deriva dal termine dialettale sfaciolare, usato principalmente nel Lazio, che può avere diversi significati: provare a dare esami tanto per; essere sotto l'effetto di droghe; sbagliare, distrarsi; suonare musica elettronica; perdere il controllo in ciò che si dice e in ciò che si fa; dire cose senza senso, comportarsi in maniera strana.
Il mixtape è stato annunciato già precedentemente, nel 2021, con i singoli Una direzione giusta e Blu, prime pubblicazioni con lo pseudonimo di Yungest Moonstar. Dopo varie modifiche è stato annunciato tre giorni prima dalla pubblicazione, con il videogioco UFO jAZZ boY.
La traccia Grazie a Dio è stata registrata durante il 2016 ed è stata resa disponibile esclusivamente su YouTube fino alla pubblicazione del mixtape.

## Tracce
Testi e musiche di Davide Mattei, eccetto dove indicato.
1. Leantro – 2:06
2. Se sippo la Lean – 2:29 (musica: Thasup, MILES)
3. In una Bubble – 3:16
4. Grizzly – 1:55 (musica: Thasup, MILES)
5. Squad – 2:50
6. Netflixxx – 1:52 (musica: Thasup, MILES)
7. Bla Bla – 2:07
8. Kiss – 2:40 (musica: Gyard, Thasup, MILES)
9. Compresse – 2:36
10. Green – 2:18
11. Spicci e tagli – 1:55
12. Xan – 2:16
13. Grazie a Dio – 2:09
14. Trash Cabaret – 2:16
15. Moonstar Trek – 2:53
16. Wock – 2:46 (musica: Thasup, Kush)
17. Smash – 1:51
18. Xk. – 2:47
19. Non puoi fare nada – 1:57
20. Seleção – 2:21 (musica: Thasup, MILES)
21. Sostituite (outro) – 2:43 (musica: Thasup, Nat)

## Classifiche

### Classifiche settimanali
| Classifica (2024) | Posizione massima |
| ----------------- | ----------------- |
| Italia            | 2                 |
| Svizzera          | 19                |

### Classifiche di fine anno
| Classifica (2024) | Posizione |
| ----------------- | --------- |
| Italia            | 55        |